# Скотти, Людвиг Дерангадаге
Людвиг Дерангадаге Скотти (англ. Ludwig Derangadage Scotty; род. 20 июня 1948, Анабар,  Подопечная территория ООН) — политический и государственный деятель Науру, 24-й и 26-й президент Республики Науру с 29 мая по 8 августа 2003 года и с 22 июня 2004 по 19 декабря 2007 года. Первый и единственный премьер-министр Науру с 11 июня 2013 по июнь 2016 года.

## Биография
Родился в округе Анабар, в 1983 году избран от него в парламент. Занимал посты спикера парламента, министра здравоохранения и юстиции с конца 1990-х по 2000 г.
После парламентских выборов и отставки временного кабинета министров Дерога Гиуры 29 мая 2003 года был избран президентом страны, получив 10 голосов в парламенте, в то время как экс-президент и лидер Партии центра Кинза Клодумар набрал только 7 голосов. При поддержке уходящей администрации, президент Скотти смог выплатить зарплаты госслужащим после банкротства страны, укрепил отношения с США и отыскал пути для развития жизнеспособной экономики.
В первый кабинет Людвига Скотти входили: Барон Вака (от округа Боэ) — министр образования, Дэвид Аданг (от округа Убенид) — министр финансов, Кирен Кеке (от округа Ярен) — министр здравоохранения, Рассел Кун (от округа Убенид) — министр юстиции, Догабе Джеремия (от округа Мененг) — министр общественных работ. Сам Скотти возглавлял также министерство иностранных дел.
В августе 2003 года парламент выразил правительству Скотти вотум недоверия (за это решение проголосовали 8 депутатов из 17). Новым президентом был избран Рене Харрис.
7 апреля 2004 года Скотти ушёл в отставку с поста спикера парламента, что стало причиной 46-дневного парламентского кризиса.
После того, как министр финансов Кинза Клодумар поддержал оппозицию, Скотти получил достаточное количество голосов для выражения вотума недоверия президенту Харрису. 22 июня 2004 года он вновь занял президентский пост. Состав 2-го правительства Скотти остался практически таким же, как и первый.
1 октября 2004 года Людвиг Скотти объявил в стране чрезвычайное положение из-за тяжёлой экономической ситуации и распустил парламент. В отставку был отправлен министр юстиции Рассел Кун и на 23 октября 2004 года были назначены новые выборы. На них Скотти и его сторонники — либеральные реформаторы — одержали победу. 26 октября Людвиг Скотти был переизбран президентом, а на следующий день он назначил новый кабинет министров, в котором Дэвид Аданг стал министром иностранных дел и финансов, Кирен Кеке — министром здравоохранения, Барон Вака — министром образования, Годфри Тома — министром юстиции, Фредерик Питчер — министром островного развития и промышленности.
25 августа 2007 года в Науру состоялись очередные парламентские выборы, на которых сторонники Скотти получили большинство мест, и 28 августа он был снова переизбран на пост президента 14 голосами против трёх, поданных за Маркуса Стивена. Но 19 декабря после вынесенного ему вотума недоверия он всё же вынужден был уступить своё кресло Стивену.

## Деятельность после двух президентских сроков
После этих событий Людвиг Скотти с 1 ноября 2010 года возглавил парламент Науру.
В феврале 2013 года на Науру разразился конституционный кризис после того, как два члена кабинета министров ушли в отставку, а третий был отправлен в отставку президентом Спрентом Дабвидо. Одновременно парламент оказался разделён на три фракции. 1 марта спикер парламента Людвиг Скотти распустил парламент из-за противоправного поведения депутатов. Бывший президент Маркус Стивен, один из министров, вышедших в феврале из кабинета министров, заявил, что роспуск парламента был неконституционным, так как депутатам не дана была возможность оспорить роспуск. Когда Стивен и семь других депутатов подали жалобу в Верховный суд Науру, тот решил, что роспуск был неконституционным. Однако пресс-секретарь правительства заявил, что суд не может заставить Скотти вновь собрать парламент. Верховный суд Науру аннулировал роспуск парламента как неконституционный и отменил досрочные выборы. Спикер Людвиг Скотти обязан был вновь собрать парламент в течение 28 дней. Однако после созыва парламента последовало решение вновь его распустить. В начале июня был избран новый парламент.

## Во главе правительства
В парламенте Науру 11 июня 2013 года было принято решение разделить посты главы правительства и главы государства. В этот же день Людвиг Скотти был избран первым премьер-министром страны и остался спикером парламента.
Через три года (9 июня) президент Вака распустил парламент и назначил новые выборы. Скотти не смог переизбраться депутатом парламента на выборах 2016 года, оставил также пост главы правительства. Через шесть лет ему не удалось избраться в парламент.